# Barzago
Barzago är en ort och kommun i provinsen Lecco i regionen Lombardiet i Italien. Kommunen hade 2 399 invånare (2018).